# Iglesia de San Juan Bautista (Sanlúcar de Barrameda)
La Iglesia de San Juan Bautista de Sanlúcar de Barrameda fue un templo católico situado en el municipio español de Sanlúcar de Barrameda, en la andaluza provincia de Cádiz. Sus restos forman parte del Conjunto histórico-artístico y de la Ciudad-convento de Sanlúcar de Barrameda.
La Iglesia de Nuestra Señora de la Salud y del señor San Juan Bautista la fundó bajo su patronato Alberto Lumel, del Santo Oficio y ayuda de cámara del VII duque de Medina Sidonia, para servir a los vecinos de la Balsa, calle de la Plata y Banda del Mar (hoy Banda Playa). La primera mención a la misma es de 1615. En 1668, los hermanos Luis y Francisco Lumel, descendientes del fundador, hicieron donación de la iglesia y de cuánto pertenecía a ella en rentas y tributos a la congregación de clérigos comendadores del Espíritu Santo, que a imitación del "Ospedale di Santo Spirito in Saxia" de Roma, se encargaban de recoger y criar a los niños expósitos. En esta donación los citados hermanos se reservaban el patronato sobre la iglesia, quedando sus descendientes como patronos perpetuos con derecho a ser los únicos enterrados en la capilla mayor bajo losa con inscripción y armas familiares. Asimismo mandaban que los altares dedicados a San Juan Bautista y a Nuestra Señora de la Salud no pudiesen ser cambiados de lugar. 
En 1682 el edificio completo amenazaba ruina. No pudiendo costear las obras ni los patronos ni la congregación, lo hizo José Antúnez Muñoz, añadiéndole la capilla mayor que aún se conserva. En 1740 los descendientes del fundador lo sacaron de plana, alzando el nivel del suelo (que se inundaba por las crecidas del inmediato arroyo de San Juan) y solándolo.
En 1746 Alberto González, presidente de la Casa de Expósitos, pidió al cabildo que recogiera limosna entre los vecinos ricos del municipio para la reedificación de la casa, que amenazaba ruina, la cual se terminó en 1747. Asimismo, gracias al legado de Manuel López Pacheco, se pudieron reparar las casas de la calle de la Tenería.
La iglesia era de ladrillo, de un solo cañón cubierto por un artesonado de madera, a excepción de la capilla mayor, con bóveda de yeso. El altar mayor no tenía retablo, mientras que la nave tenía cuatro, destacando el altar de la Santísma Trinidad, donde radicaba la Hermandad del rosario de dicho nombre. La Cofradía de los Niños Expósitos, formada por nobles de la ciudad, se extinguió a finales del siglo XVII. La iglesia de San Juan Bautista dio nombre a la calle, al pradillo y al arroyo de San Juan. Actualmente se conserva la capilla mayor y en el lugar de la nave hay una bodega.

## Congregación de Espítu Santo
La primera noticia de limosna entregada por el cabildo para la manutención de los niños expósitos es de 1630. Asimismo el testamento del VIII duque de Medina Sidonia de 1634 también establece una ayuda anual a los niños expósitos. Según Velázquez-Gaztelu los expósitos no tuvieron en Sanlúcar casa que les acogiera hasta que llegaron los religiosos del Espíritu Santo, desconociéndose la fecha de su llegada. Según el historiador local, cuando se les hizo donación de la iglesia de San Juan Baustita en 1668, esta congración ya estaba establecida en la ciudad, pues se encontraba en ella el padre visitador Luis Fernández de Espinosa. Por ello Velázquez-Gaztelu conjetura que debieron establecerse en Sanlúcar en los últimos años de la vida del VIII duque de Medina Sidonia, que murió en 1636. Asimismo supone que debieron establecerse en la ermita y torreón del Espíritu Santo, ya que en el siglo XVIII el prior de la congregación los vendió a la Cofradía de Nuestra Señora de Regla de Sanlúcar, para erigir ermita, cuya obra que estaba muy adelantada en 1722 no llegó a concluirse.